# Ruta 146 (Costa Rica)
La Ruta 146, oficialmente Ruta Nacional Secundaria 146, es una ruta nacional de Costa Rica ubicada en la provincia de Alajuela.

## Descripción
En la provincia de Alajuela, la ruta atraviesa el cantón de Alajuela (el distrito de Sabanilla), el cantón de Poás (los distritos de San Pedro, San Juan, Sabana Redonda).